# 스즈키 역사관
스즈키 역사관(일본어: スズキ歴史館 스즈키레키시칸[*])은 일본 시즈오카현 하마마쓰시 주오구에 있는 스즈키의 기업 박물관이다. 스즈키 본사 남동쪽에 위치하며 본사 정문이 거의 바로 앞에 있다.
입장료는 무료이지만 예약이 필요하다. 예약은 입장 6개월 전부터 전화, 팩스, 공식 사이트를 통해 예약할 수 있다.